# Ehingen am Ries
Ehingen am Ries là một đô thị ở huyện Donau-Ries trong bang Bayern nước Đức. Đô thị Ehingen am Ries có diện tích 15,64 km².